# Archigrammitis ponapensis
Archigrammitis ponapensis är en stensöteväxtart som först beskrevs av Edwin Bingham Copeland, och fick sitt nu gällande namn av Barbara S. Parris. Archigrammitis ponapensis ingår i släktet Archigrammitis och familjen Polypodiaceae. Inga underarter finns listade.